# Adolfsfors bruk
Adolfsfors bruk ligger i Adolfsfors i Köla socken i Eda kommun, Värmland.
Bruket fick privilegier 1744. I privilegierna ingick bland annat att anlägga en dubbel stålugn för framställning av brännstål samt tre knipphamrar för stålets bearbetning. Under 1700-talet tillverkade bruket även plåt. År 1751 byggdes även anläggningar vid Nedre Adolfsfors, även känt som Noreborg.
Stålbränningen upphörde troligen på 1850-talet; spiksmidet fortsatte till 1879 och stångjärnssmidet till 1884.
Efter brukets nedläggning bildades av bruksegendomen 1902 Adolfsfors Aktiebolag, som länge var ett av Värmlands större företag. Man innehade över 125 hektar jordbruksmark, 2 000 hektar skog, vattenkraftverk, sågverk och pappersmassefabrik. 1929 hade man 70 bofasta arbetare och 50 anställda inom flottningen.